# Đại hội Thể thao châu Á 1951
Đại hội Thể thao châu Á 1951, chính thức được gọi là Đại hội Thể thao châu Á lần thứ nhất (tiếng Hindi: प्रथम एशियाई खेल), là một sự kiện thể thao đa môn được tổ chức tại New Delhi, Ấn Độ từ ngày 4 đến ngày 11 tháng 3 năm 1951. Kỳ đại hội này còn được biết đến với các tên gọi như Á vận hội đâu tiên, Asiad 1951, và New Dehli 1951 (tiếng Hindi: नई दिल्ली 1951). Tổng cộng 489 vận động viên đại diện cho 11 Ủy ban Olympic Quốc gia (NOC) châu Á đã tham gia tranh tài ở 57 nội dung thuộc 8 môn thể thao và phân môn khác nhau. Kỳ đại hội này được xem là sự kế thừa của Đại hội Thể thao Viễn Đông và là sự hồi sinh của Đại hội Thể thao Tây Á. Ban đầu, Asiad 1951 dự kiến diễn ra vào năm 1950, nhưng bị hoãn sang năm 1951 do công tác chuẩn bị gặp nhiều chậm trễ. Ngày 13 tháng 2 năm 1949, Liên đoàn Đại hội Thể thao châu Á (AGF) chính thức được thành lập tại Delhi, và thành phố này cũng được nhất trí lựa chọn làm chủ nhà đầu tiên của Đại hội.
Kỳ đại hội được điều hành bởi một Ủy ban Tổ chức có năng lực (xem chi tiết phần Tổ chức bên dưới).
Các quốc gia được mời tham dự hầu hết là những nước châu Á đã độc lập vào thời điểm đó, ngoại trừ Liên Xô (vì thuộc các Ủy ban Olympic châu Âu) và Việt Nam, do cấu trúc chính trị đặc thù của các quốc gia này.
Sân vận động Quốc gia Major Dhyan Chand là địa điểm tổ chức toàn bộ các nội dung thi đấu. Biểu trưng chính thức của kỳ đại hội là hình ảnh mặt trời đỏ rực với 16 tia sáng, ở giữa có một vòng tròn trắng, cùng với 11 vòng tròn nhỏ đại diện cho các quốc gia tham dự, đặt trên nền trắng – biểu trưng cho hòa bình.
Đoàn thể thao Nhật Bản giành được 24 huy chương vàng, 21 bạc, và 15 đồng, xếp thứ nhất toàn đoàn. Trong khi đó, chủ nhà Ấn Độ đoạt 15 huy chương vàng, tổng cộng 51 huy chương, trong đó có nhiều huy chương đồng nhất (20 huy chương), xếp thứ hai trên bảng tổng sắp huy chương. Kỳ đại hội Asiad tiếp theo được tổ chức tại Ấn Độ là vào năm 1982, tức 31 năm sau đó.

## Lịch sử
Đại hội Thể tháo châu Á được cho là sự kế thừa của một sự kiện thể thao tổng hợp quy mô nhỏ mang tên Đại hội Thể thao Viễn Đông, được tổ chức từ năm 1913 đến năm 1938 tại nhiều thành phố của Nhật Bản, Philippines, và Trung Quốc. Đại hội Thể thao Viễn Đông lần thứ nhất diễn ra tại Manila, Philippines vào năm 1913, sau các nỗ lực của Liên đoàn Thể thao nghiệp dư Philippines (PAAF). Các kỳ đại hội tiếp theo được tổ chức thành công, tuy nhiên đến tháng 9 năm 1937, Nhật Bản xâm chiếm Trung Quốc nên kỳ Đại hội năm 1938 được dự kiến tổ chức tại Osaka bị hoãn và Đại hội Thể thao Viễn Đông từ đó bị gián đoạn.
Đầu thập niên 1930, có các nỗ lực nhằm tổ chức một sự kiện thể thao tổng hợp với sự tham dự của cả các quốc gia Tây Á, kết quả là khai sinh "Đại hội thể thao Phương Đông", sau đổi tên thành Đại hội Thể thao Tây Á trước khi khai mạc kỳ đầu tiên. Phạm vi của Đại hội bao gồm toàn bộ các quốc gia ở phía đông của Suez và phía tây của Singapore. Đại hội Thể thao Tây Á lần thứ nhất được tổ chức tại Delhi vào năm 1934, với bốn đoàn tham dự là Afghanistan, Ấn Độ thuộc Anh, Lãnh thổ ủy trị Palestine và Ceylon. Theo kế hoạch, các kỳ đại hội được tổ chức một lần mỗi bốn năm vào giữa hai kỳ Thế vận hội Mùa hè liên tiếp. Đại hội Thể thao Tây Á năm 1938 được lên kế hoạch tổ chức tại Tel Aviv, Palestine. Tuy nhiên, Đại hội bị hoãn và gián đoạn cho đến Đại hội Thể thao châu Á 1951, nên đây cũng được cho là hồi sinh của Đại hội Thể thao Tây Á.

## Lựa chọn thành phố đăng cai
Vào ngày 12 và 13 tháng 2 năm 1949, một hội nghị được tổ chức tại Patiala House tại Delhi, với các đại biểu của chín ủy ban Olympic tại châu Á. Khuôn khổ hội nghị được thiết lập trong một hội nghị khác được tổ chức vào ngày 8 tháng 8 năm 1948 trong Thế vận hội Luân Đôn. Chủ tọa của hội nghị là Chủ tịch Hiệp hội Olympic Ấn Độ Yadavindra Singh. Vào ngày cuối, Liên đoàn Đại hội Thể thao châu Á (AGF) chính thức hình thành, và phê chuẩn một dự thảo hiến chương. Yadavindra Singh và Guru Dutt Sodhi được bầu làm chủ tịch và tổng thư ký đầu tiên của liên đoàn. Năm thành viên sáng lập liên đoàn là Afghanistan, Miến Điện, Ấn Độ, Pakistan, và Philippines. Các đại biểu quyết định tổ chức Đại hội thể thao châu Á bốn năm một lần bắt đầu từ kỳ đại hội tại Delhi vào tháng 2 năm 1950. Yadavindra Singh cũng trở thành chủ tịch của ủy ban tổ chức Đại hội, ông gửi lời mới chính thức đến một số quốc gia châu Á khác tham dự Đại hội Thể thao châu Á 1950.

## Tổ chức
Trách nhiệm tổ chức Đại hội Thể thao châu Á lần thứ I được phân cho một ủy ban đặc biệt do Anthony de Mello đứng đầu. Một trại vận động viên được lập tại Delhi, theo mô hình của trại Công viên Richmond Camp tại Luân Đôn- nơi ở của các vận động viên trong Thế vận hội Mùa hè 1948.

## Địa điểm
Địa điểm tổ chức Đại hội Thể thao châu Á 1951 là Irwin Amphitheater, một khu phức hợp thể thao tổng hợp, cũng là địa điểm từng tổ chức Đại hội Thể thao Tây Á 1934. Trước lễ khai mạc của Đại hội, sân vận động được đặt lại tên là "Sân vận động Quốc gia" và cải tạo các hạ tầng để phục vụ các sự kiện khác nhau của Đại hội. Mọi sự kiện ngoại trừ bơi và bóng nước được tổ chức tại sân vận động chính, các sự kiện bơi và bóng nước được tổ chức tại bể bơi lân cận thuộc khu phức hợp.
Sân vận động do Anthony S. DeMello thiết kế, chi phí xây dựng hoàn chỉnh là 500 nghìn rupee, và hoàn thành vào ngày 13 tháng 2 năm 1933. Sân vận động được đặt theo tước của phó vương thứ 30 của Ấn Độ là Huân tước Irwin, ông sau đó giữ chức Bộ trưởng Chiến tranh Anh Quốc.

## Sự kiện
Đại hội gồm các môn thể thao: Điền kinh, thể thao dưới nước gồm lặn và bơi và bóng nước, bóng rổ, đua xe đạp đường trường và trong sân, bóng đá, và cử tạ. Các môn thể thao có 57 nội dung. Nhiều quốc gia thành viên của Liên đoàn Thể thao châu Á yêu cầu đưa môn quyền Anh thành một môn thi đấu có huy chương, song do nhiều nguyên nhân khác nhau, quyền Anh không có trong danh sách cuối cùng của Đại hội. Nữ giới chỉ tham dự thi đấu điền kinh.
Tại Đại hội, "Quý ông châu Á 1951" cũng được tổ chức với vị thế một sự kiện không có huy chương. Tiêu chí dựa trên cơ sở phát triển thể chất, ngoại hình, và cá tính. Parimal Roy của Ấn Độ giành thắng lợi trước Mahmoud Namjoo của Iran.
Tại môn lặn, có hai nội dung tranh huy chương là 3 mét nhảy cầu ván mềm và 10 mét nhảy cầu ván cứng. Ấn Độ và Iran là các quốc gia duy nhất giành được huy chương. Vận động viên người Ấn Độ K. P. Thakkar giành cả hai huy chương vàng và Ấn Độ tổng cộng giành được 4 huy chương. Iran giành được một huy chương bạc và một huy chương đồng.
Trong môn bơi, có 5 quốc gia cử các vận động viên tham gia thi đấu tại 8 nội dung, trong đó có 5 nội dung tự do (100 m, 400 m, 800 m, 1500 m, và tiếp sức 4 × 100 m) và một nội dung bơi ngửa (100 m), bơi ếch (200 m) và bơi hỗn hợp (3 × 100 m). Sau Đại hội, 800 m tự do và tiếp sức hỗn hợp 3 × 100 m bị loại khỏi chương trình thi đấu môn bơi tại Đại hội Thể thao châu Á. Singapore giành được một nửa số huy chương vàng và 2 huy chương đồng, trong khi Philippines thu được một nửa tổng số huy chương với ba huy chương vàng, Ấn Độ có tổng cộng 6 huy chương với một huy chương vàng, và đó là huy chương vàng đầu tiên của Ấn Độ tại Đại hội. Vận động viên bơi người Singapore Lương Thủy Quốc (Neo Chwee Kok) giành huy chương vàng đầu tiên của Đại hội Thể thao châu Á. Anh giành tổng cộng 4 huy chương vàng, đều trong các nộid ung tự do (400m, 800m, 1500m, và tiếp sức 4 × 100m); trở thành ận động viên giành nhiều huy chương nhất trong kỳ Đại hội này.
Môn bóng nước chỉ có hai đội tuyển thi đấu là Ấn Độ và Singapore. Trong trận đấu duy nhất, đội tuyển Ấn Độ đánh bại Singapore.
Điền kinh là môn thể thao duy nhất mà toàn bộ 11 quốc gia tham dự đều có vận động viên đại diện. Môn thể thao này có 24 nội dung tranh huy chương cho nam và 9 nội dung tranh huy chương cho nữ. Các nữ vận động viên của Nhật Bản giành toàn bộ 9 huy chương vàng của môn này. Các nam vận động viên của Nhật Bản giành được 11 huy chương vàng, các nam vận động viên Ấn Độ xếp thứ hai với 10 huy chương vàng. Nữ vận động viên Toyoko Yoshino của Nhật Bản giành được huy chương vàng tại ba nội dung ném là ném tạ, ném đĩa, ném lao. Vận động viên Lavy Pinto của Ấn Độ đứng đầu trong các nội dung chạy 100m và 200 m nam.
Có năm đội tuyển tham gia thi đấu bóng rổ: Ấn Độ, Iran, Miến Điện, Nhật Bản và Philippines. Các đội thi đấu vòng tròn và được xếp hạng theo điểm số chung cuộc. Philippines là đội bất bại khi thi đấu và có điểm số cao nhất nên giành huy chương vàng, đội tuyển Nhật Bản giành huy chương bạc, còn đội tuyển Iran giành huy chương đồng.
Có bốn quốc gia tham gia thi đấu đua xe đạp: Ấn Độ, Iran, Miến Điện và Nhật Bản. Các nội dung đua xe đạp trong sân vận động là 1000 m nước rút, 1000 m tính giờ, và 4000 m đuổi đội tuyển; nội dung đua xe đạp đường trường là 180 km cá nhân. Môn thể thao được cho là do Nhật Bản thống nhất, họ giành được tổng cộng 8 huy chương, trong đó giành toàn bộ 4 huy chương vàng.
Có sáu quốc gia tham gia thi đấu bóng đá: Afghanistan, Ấn Độ, Indonesia, Iran, Miến Điện và Nhật Bản. Đội tuyển Ấn Độ giành huy chương vàng khi thắng lợi trước Iran trong trận chung kết, Nhật Bản giành thắng lợi 2-0 trước Afghanistan để giành huy chương đồng. Trong vòng bán kết, Iran và Nhật Bản thi đấu hai trận để tranh suất và chung kết, trận đầu tiên diễn ra vào ngày 7 tháng 3 song không có bàn thắng dù có hiệp phụ; ngày hôm sau hai đội tái đấu và Iran giành thắng lợi trước Nhật Bản.
Bảy quốc gia tham gia thi đấu cử tạ, với 7 nội dung là: hạng gà (56 kg), hạng lông (60 kg), hạng nhẹ (67.5 kg), hạng trung (75 kg), hạng nặng nhỏ (82,5 kg), hạng nặng vừa (90 kg), và hạng nặng (+90 kg). Các vận động viên của Iran thống trị tất cả các nội dung và giành được 10 huy chương với tất cả huy chương vàng, Singapore giành được hai huy chương bạc.

## Lịch thi đấu
| OC | Lễ khai mạc | ● | Tranh tài | 1 | Chung kết | CC | Lế bế mạc |

| Tháng 3, 1951             | CN 4 | T2 5 | T3 6 | T4 7 | T5 8 | T6 9 | T7 10 | CN 11 | Huy chương vàng |
| ------------------------- | ---- | ---- | ---- | ---- | ---- | ---- | ----- | ----- | --------------- |
| Điền kinh                 |      |      |      |      | 4    | 3    | 13    | 13    | 33              |
| Bóng rổ                   |      | ●    | ●    | ●    | ●    | ●    | 1     |       | 1               |
| Đua xe đạp - Đường trường |      |      |      |      |      |      |       | 1     | 1               |
| Đua xe đạp - Lòng chảo    |      |      | 1    |      | ●    | 1    | 1     |       | 3               |
| Nhảy cầu                  |      |      |      |      |      |      | 1     | 1     | 2               |
| Bóng đá                   |      | ●    |      | ●    | ●    | ●    | 1     |       | 1               |
| Bơi lội                   |      | 2    | 3    | 3    |      |      |       |       | 8               |
| Bóng nước                 |      |      |      |      |      |      |       | 1     | 1               |
| Cử tạ                     |      | 1    | 2    | 2    | 2    |      |       |       | 7               |
| Tổng số huy chương vàng   |      | 3    | 6    | 5    | 6    | 4    | 17    | 16    | 57              |
| Nghi lễ                   | OC   |      |      |      |      |      |       | CC    |                 |
| Tháng 2, 1951             | CN 4 | T2 5 | T3 6 | T4 7 | T5 8 | T6 9 | T7 10 | CN 11 | Huy chương vàng |

## Lễ khai mạc
Ngày 4 tháng 3 năm 1951, Đại hội Thể thao châu Á lần thứ I chính thức khai mạc. Danh sách khách mởi gồm có Tổng thống Ấn Độ Rajendra Prasad, Thủ tướng Ấn Độ Jawaharlal Nehru, các thành viên nội các của Chính phủ Ấn Độ, các ngoại giao đoàn và các đại biểu của các ủy ban Olympic tham dự Đại hội. Sân vận động Quốc gia được lấp đầu với ước tính có 40.000 khán giả. 31 phát đại bác chào mừng được khai hỏa từ thành Purana Quila nằm lân cận Sân vận động Quốc gia. Sau một bài phát biểu của chủ tịch Yadavendra Singh, Tổng thống Rajendra Prashad chính thức khai mạc Đại hội.
—Tổng thống Rajendra Prasad
Thủ tướng Nehru trình bày bài phát biểu của ông, từ đây các nhà tổ chức thông qua khẩu hiệu chính thức của Đại hội là "Play the game, in the spirit of the game". Các vận động viên tiến vào sân vận động theo thứ tự của quốc gia mình trong bảng mẫu tự tiếng Anh, các vận động viên Ấn Độ diễu hành cuối cùng. Ngọn lửa vạc được thắp sáng nhờ nhà vô địch Thế vận hội 1924 người Ấn Độ Dalip Singh với ngọn lửa Á vận hội lấy từ các tia nắng mặt trời tại Pháo đài Đỏ. Sau đó, một vận động viên người Ấn Độ Baldev Singh đọc lời tuyên thệ của vận động viên nhân dạng tất cả những người tranh tài trong Đại hội.

## Các quốc gia tham dự
Đại hội Thể thao châu Á 1951 có các vận động viên đại diện cho 11 ủy ban Olympic quốc gia. Ban tổ chức của Đại hội gửi lời mời chính thức đến hầu như toàn bộ các quốc gia châu Á, Trung Quốc được mời song không hồi đáp đúng hạn. Pakistan từ chối tham dự do tranh chấp Kashmir. Hàn Quốc tham dự hội nghị của các đại biểu châu Á trong Thế vận hội Luân Đôn song không tham dự do Chiến tranh Triều Tiên. Các nước cộng hòa ở châu Á của Liên Xô cũng như Việt Nam không được mời, với lý do là Việt Nam đang có hai chính quyền. Nhật Bản không được mời tham dự Thế vận hội Mùa hè 1948 và tham dự hội nghị thành lập Liên đoàn Đại hội Thể thao châu Á được tổ chức vào tháng 2 năm 1959 tại Delhi, song được chấp thuận cho tham dự các Đại hội này, Nhật Bản cử 72 thành viên đến tham dự, là đoàn lớn thứ hai sau chủ nhà Ấn Độ, và chỉ không tham dự các môn thể thao dưới nước. Miến Điện và Ấn Độ có các vận động viên tham dự trong mọi môn. Iran tham gia trong mọi môn thi song không cử nữ vận động viên nào.
Danh sách các quốc gia tham dự:
- Afghanistan
- Myanmar (58)
- Ceylon (3)
- Ấn Độ (151)
- Indonesia (35)
- Iran (49)
- Nhật Bản (72)
- Nepal (8)
- Philippines (59)
- Singapore
- Thái Lan

## Tổng sắp huy chương
Các vận động viên đến từ 8 ủy ban Olympic quốc gia giành được huy chương, năm đoàn giành được một huy chương vào trở lên. Các vận động viên Nhật Bản dẫn đầu về số huy chương vàng và tổng số huy chương, quốc gia chủ nhà Ấn Độ xếp thứ nhì. Cho đến 2010, đây là thứ hạng cao nhất mà Ấn Độ từng đạt được trong tất cả các kỳ Đại hội Thể thao châu Á. Ba đoàn là Afghanistan, Nepal, và Thái Lan không giành được huy chương.
Thứ hạng trong bảng dưới tuân theo quy ước của Ủy ban Olympic Quốc tế về công bố bảng tổng sắp huy chương. Bảng được mặc định theo số huy chương vàng mà các vận động viên từ một quốc gia giành được. Tiếp đến là tính đến số huy chương bạc, rồi số huy chương đồng. Nếu các quốc gia vẫn đồng hạng, thì được liệt kê theo thứ tự của mã quốc gia IOC.
Tổng cộng 169 huy chương (57 vàng, 57 bạc và 55 đồng) được trao. Tổng số huy chương đồng ít hơn do chúng không được trao trong môn bóng nước và nội dung đội tuyển của đua xe đạp trong sân.
| Hạng               | Đoàn               | Vàng | Bạc | Đồng | Tổng số |
| ------------------ | ------------------ | ---- | --- | ---- | ------- |
| 1                  | Nhật Bản (JPN)     | 24   | 21  | 15   | 60      |
| 2                  | Ấn Độ (IND)        | 15   | 16  | 20   | 51      |
| 3                  | Iran (IRN)         | 8    | 6   | 2    | 16      |
| 4                  | Singapore (SIN)    | 5    | 7   | 2    | 14      |
| 5                  | Philippines (PHI)  | 5    | 6   | 8    | 19      |
| 6                  | Ceylon (CEY)       | 0    | 1   | 0    | 1       |
| 7                  | Indonesia (INA)    | 0    | 0   | 5    | 5       |
| 8                  | Miến Điện (BIR)    | 0    | 0   | 3    | 3       |
| Tổng số (8 đơn vị) | Tổng số (8 đơn vị) | 57   | 57  | 55   | 169     |